# Chaetocnema obesula
Chaetocnema obesula är en skalbaggsart som beskrevs av J. L. Leconte 1878. Chaetocnema obesula ingår i släktet Chaetocnema och familjen bladbaggar. Inga underarter finns listade i Catalogue of Life.